# Eueana saltusaria
Eueana saltusaria là một loài bướm đêm trong họ Geometridae.